# 汪楫
汪楫（1636年—1699年），字舟次，號悔齋，江南休寧縣人。寄籍江都縣。清初詩人。

## 生平
生於明崇禎九年（1636年），早年科举不第，康熙十六年（1677年），以岁贡生署赣榆训导。康熙十八年（1679年）舉博學鴻詞科，列一等，授翰林院檢討，纂修《明史》。
康熙二十二年（1683年）六月十六日同中書舍人林麟焻赴琉球，羁留琉球五個月，購得《世纘圖》，十一月二十四日回國。曾知河南府，官至福建布政使。康熙三十五年福建岁饥，汪楫發帑金買米，活人無數。康熙三十八年（1699年）以疾告还，不久卒。
工於詩，与汪懋麟同里，且同有诗名，时称“二汪”。又與孫枝蔚、吳嘉紀齊名。著有《崇禎長編》、《悔庵集》、《使琉球雜錄》、《冊封疏鈔》、《觀海集》一卷。